# Piazza Strozzi
Piazza degli Strozzi, detta comunemente piazza Strozzi, è uno spazio urbano del centro storico di Firenze, collocato davanti a palazzo Strozzi. Si accede alla piazza da via degli Strozzi, via degli Anselmi, via Monalda e, teoricamente, dal vicolo degli Strozzi a lato del palazzo omonimo. 
Il palazzo non è comunque l'unico possedimento degli Strozzi in questa area: vicinissimi sono l'antica torre degli Strozzi e il palazzo dello Strozzino.

## Storia
La denominazione è attestata dalla fine del Quattrocento, ovvero dal momento in cui fu aperto da Filippo Strozzi il cantiere per la costruzione dell'imponente palazzo della famiglia Strozzi (1489), che ancora caratterizza lo spazio assieme ad altre proprietà del casato e la cui presenza giustifica sia il nome della piazza sia della vicina via degli Strozzi. Di tali proprietà documenta un preciso rilievo databile al 1495 circa degli edifici di contorno ricondotto a Giuliano da Sangallo e a Benedetto da Maiano. 
La piazza esisteva anche prima del palazzo, come dimostrano le ricostruzioni basate sul catasto del 1427, ed era dovuta all'incrocio d'un cardo minore della città romana (via Teatina, via de' Pescioni, via Monalda), col decumano massimo (via degli Strozzi) e minore (via degli Anselmi). A parte il foro, questo slargo fu probabilmente la più spaziosa piazza della città dentro la cerchia antica, molto prima della creazione delle piazze chiesastiche, e prese nel Medioevo il nome di "Corso" degli Strozzi, perché circondata dalle case di questa famiglia (dove più anticamente prevalevano i ghibellini Ughi) ed evidentemente vi si tenevano gare e giochi. Gare che essenzialmente consistevano in partite al pallone, come documentato da un dipinto seicentesco della collezione Giuntini. 
All'antico nome di corso degli Strozzi, tra Settecento e Ottocento, si affiancò quello popolare di "piazza delle Cipolle", dovuto al mercato di ortaggi che, come propaggine del Mercato Vecchio,  qui si tenne almeno fino al 1761, quando fu spostato nella piazza Nuova di Santa Maria Novella, come ricordano due lapidi datate 1762 e presenti sul palazzo Strozzi e  sull'edificio al numero 3 della piazza, con un bando dei Capitani di Parte che proibisce la vendita e il mercato "a tutti i cocomerai poponai fruttaioli ferravecchi rivenditori e barulli". 
Del carattere dello spazio nell'Ottocento documentano varie fotografie che mostrano il lato est occupato da una successione di edifici privi di elementi architettonici di interesse, sorti su antiche case appartenute ai Gondi, ai Trinciavelli, ai Sassetti e ai Vecchietti. Oltre, in aderenza al palazzo dello Strozzino, era la piccola chiesa di Santa Maria degli Ughi, tra le più antiche della città, di patronato della famiglia degli Ughi, soppressa nel 1785, trasformata in civile abitazione e quindi riscattata dagli Strozzi nel 1816 che, con il nome di Santa Maria del Buon Consiglio, ne fecero la loro cappella sepolcrale. 
Sia le case sia la chiesa furono abbattute durante l'intervento di "risanamento" del centro cittadino (1885-1898) per consentire l'allargamento delle vie degli Anselmi e degli Strozzi. 
Il tabernacolo a bugne di diamante che si trovava sulla cantonata prossima alla via degli Strozzi, dopo essere stato a lungo depositato presso il museo di Firenze com'era, fu recuperato e rimontato per interessamento del Comitato per l'Estetica Cittadina in via dell'Oriuolo nel 1953, e ancora qui si trova sul muro della biblioteca delle Oblate). 
All'intervento tardo ottocentesco, con l'erezione del palazzo Mattei a occupare l'intero isolato antistante palazzo Strozzi, si deve quindi l'attuale configurazione della piazza, "la quale, a guardar bene, poteva essere divisa in due: il Corso o piazza delle Cipolle, più ampia, dinanzi al Palazzo Strozzi, e la piazza Santa Maria degli Ughi, più angusta, dinanzi al Palazzo dello Strozzino".

## Descrizione
La piazza è da considerare di eccezionale rilievo storico, artistico e urbanistico.

### Edifici
| Immagine | N°                        | Nome                            | Descrizione |
| -------- | ------------------------- | ------------------------------- | --- |
|          | 1                         | Palazzo Mattei                  | Erano qui in antico varie case che formavano schiera davanti a palazzo Strozzi, appartenenti ai Gondi, ai Trinciavelli, ai Sassetti e ai Vecchietti, abbattute per l'allargamento delle attuali vie degli Anselmi e degli Strozzi. Al loro posto venne eretto su progetto dell'architetto Riccardo Mazzanti e su committenza della famiglia Mattei questo palazzo, ad occupare l'intero isolato. Fin dal 1894 l'edificio ospitò i Grandi Magazzini Botto, quindi fu sede del Grand Hotel du Nord. Successivamente passò in eredità al Comune di Firenze che lo alienò vendendolo, nel 1921, all'Istituto Nazionale delle Assicurazioni. Dal 1930 e per lungo tempo il palazzo si è identificato con il negozio Principe di Firenze, aperto appunto in quella data per iniziativa di Sergio Doni. Oggi ospita al piano terra una boutique del marchio internazionale Louis Vuitton. |
|          | 2                         | Palazzo dello Strozzino (Odeon) | L'edificio si è determinato nel corso del tempo a partire dal nucleo più antico e storicamente rilevante riconducibile all'opera di Michelozzo e di Giuliano da Maiano, e venne stravolto con il piano di risanamento dell'antico centro, con l'abbattimento di una fetta per l'allargamento di via degli Anselmi e di una porzione sul retro per la creazione ex novo di un nuovo tratto di via de' Sassetti. Si procedette quindi all'abbattimento dei volumi prospettanti sul chiasso di piazza Marmora e verso Porta Rossa in modo da realizzare l'attuale piazza de' Davanzati. Negli anni venti del Novecento, acquistato dal Sindacato Immobiliare Toscano (1919) il palazzo fu riadattato a teatro dall'architetto Marcello Piacentini come cinema teatro Savoia, poi Odeon. Per quanto riguarda la facciata originale su piazza degli Strozzi, questa si presenta organizzata su tre alti piani, con al terreno tre porte che scandiscono la superficie con le possenti bozze di pietre e le numerose e più tarde finestre di varia dimensione. Vicino al portale destro si trova anche una buchetta del vino. I due piani superiori presentano sette assi di finestre bifore allineate su una fascia marcadavanzale a dentelli. Al centro della facciata è un grande scudo con il campo oramai illeggibile, pensato come sospeso a una mensola riccamente ornata. |
|          | 9r-10r-11r                | Palazzo dell'Unione Militare    | Antica proprietà degli Strozzi, la casa si presenta nelle forme conferitele da un intervento collocabile tra il tardo Ottocento e i primi del secolo successivo che ne ha riconfigurato e soprelevato il fronte conferendogli caratteri neogotici, di modo che questo oggi si presenta sulla piazza con quattro piani più un mezzanino. Originale (secondo quanto indicato dalla letteratura) lo scudo che si staglia al centro della facciata, riferibile alla famiglia Monaldi (pavone con una rosa). |
|          | 3                         | Casa Strozzi                    | È qui il prospetto tergale del palazzo Cambi del Nero, già proprietà degli Strozzi al pari delle altre fabbriche di questo tratto della piazza e della via, e che presenta un fronte riconfigurato nell'Ottocento ma con al terreno un ampio arco di bozze di pietra che si profila sul fondo intonacato e che lo lega alla torre vicina. Al limitare destro del terreno, in parte su questa casa in parte sulla facciata dell'edificio al numero 4 (mortificata e in buona parte occultata dalle calate delle gronde dei due edifici), è una lapide in marmo datata 1762, che proibisce la vendita e il mercato sulla piazza degli Stozzi "a tutti i cocomerai poponai fruttaioli ferravecchi rivenditori e barulli". |
|          | 4                         | Casa Strozzi                    | Si tratta di una casa di quattro piani organizzati su cinque assi, evidentemente di antica fondazione ma con il fronte riconfigurato nell'Ottocento. I piani superiori sono caratterizzati da un graffito a finto pietrame arricchito da fasce decorative sotto la gronda e sotto la fascia marcadavanzale del terzo piano. Al centro del fronte, a ricordarne l'antica proprietà, è uno scudo con l'arme degli Strozzi (alla fascia caricata di tre crescenti volti in banda). |
|          | 5                         | Palazzo Adorni                  | Si tratta di una palazzina di quattro piani organizzati su cinque assi, di pretto gusto tardo ottocentesco che, in ossequio al carattere della piazza (e anche in ragione della vicinanza con il palazzo Strozzi, dal quale è separata da un chiasso), ostenta un paramento a bugne in pietra artificiale per tutta l'altezza del terreno. Al centro del fronte è uno scudo con l'arme della famiglia Strozzi, senza smalti, ai quali l'edificio è appartenuto come d'altra parte sono appartenute tutte le fabbriche di questo lato della piazza. A fianco dell'attuale numero civico è una targa in marmo con la numerazione napoleonica, che lo identifica con il numero 1012: si tratta di uno dei pochi ancora visibili in città, e il fatto di essere inciso in una placca di marmo, anziché dipinto sulla porta, era tipico delle residenze più signorili. |
|          | 6                         | Palazzo Strozzi                 | Come ebbe a scrivere Francesco Bocchi, il palazzo "è magnifico, e splendido, e ride in ogni parte in sua nobil grandezza, la quale, come avvisa chi è intendente, per mirabile industria supera qual si voglia edifizio privato, che sia in Italia, o in altro luogo collocato", e anche oggi è tra gli edifici civili più rappresentativi della stagione rinascimentale. Il cantiere venne poi seguito da Simone del Pollaiolo detto il Cronaca che sicuramente ebbe libertà di intervenire su quanto progettato prima da Benedetto da Maiano e Giuliano da Sangallo. Sebbene incompiuto il palazzo fu abitato dalla famiglia a partire dal 1504. I lavori, rimasti sospesi, furono ripresi nel 1523: in questa fase fu forse soprintendente Baccio d'Agnolo. Tra il 1863 e il 1865, in concomitanza dell'allargamento e rettificazione delle vie Strozzi e Tornabuoni, il palazzo fu 'restaurato' da Giuseppe Poggi al quale, tra l'altro, si deve la 'panca di via' che corre lungo i tre prospetti della fabbrica. Attualmente l'edificio ospita alcune importanti istituzioni culturali, tra le quali la Fondazione Palazzo Strozzi, il Centro di Cultura Contemporanea la Strozzina (CCCS), l'Istituto nazionale di Studi sul Rinascimento, l'Istituto italiano di Scienze Umane, e il Gabinetto Scientifico Letterario G.P. Vieusseux (qui dal 1940). |
|          | via degli Strozzi 26r-34r | Hotel Helvetia & Bristol        | L'edificio fu costruito sull'angolo delle nuove vie de' Pescioni e degli Strozzi nel 1895, dalla famiglia di albergatori che ne è ancora proprietaria, venne destinato ad uso di albergo. Di sobria architettura ispirata ad esempi cinquecenteschi, ha quattro piani, oltre al mezzanino, inquadrato tra gli archi e i riquadri del partito inferiore, pilastri angolari a bozze, cornici continue al primo e al secondo piano. Sul finestrone che si apre su questo lato è uno scudo con un'arme non identificata, segnata da una scure al naturale, accompagnato da un cartiglio con la data 1894, forse accennante all'antica Arte dei Maestri di Pietra e Legname. Da notare la lanterna angolare a forma di grifone (evidentemente ispirata ai celebri ferri del Caparra che adornano il vicino palazzo Strozzi) realizzata dalla fonderia dei fratelli Biondi nel 1926, come chiarisce l'iscrizione sulla staffa. Per quanto riguarda l'albergo Helvetia & Bristol (che il sito degli esercizi storici di Firenze precisa essere stato fondato dall'albergatore svizzero Giacomo Mosca il 28 giugno 1883) da segnalare, tra i lussuosi ambienti interni, lo spazio già sala di lettura e quindi giardino d'inverno, allestito attorno al 1899 in stile Liberty, con un luminoso velario in ferro e vetro colorato. L'albergo vanta ugualmente una certa notorietà per gli illustri ospiti che lo hanno scelto per il loro soggiorno fiorentino tra la fine dell'Ottocento e i primi decenni del Novecento: John Singer Sargent, Gabriele D'Annunzio, Eleonora Duse, Luigi Pirandello, Eugenio Montale, Enrico Fermi, Igor Stravinskij, Giorgio De Chirico e Bertrand Russell. |

### Lapidi
Alle estremità della piazza, su palazzo Strozzi e sul retro di Palazzo Cambi del Nero in angolo con via Monalda esistono due lapidi in marmo identiche (la seconda purtroppo mortificata dai tubi delle grondaie), con una lunga iscrizione datata 1762 e relativa a un bando dei Capitani di Parte che proibiva la vendita e il mercato sulla piazza degli Strozzi "a tutti i cocomerai poponai fruttaioli ferravecchi rivenditori e barulli", indirizzandoli invece nella piazza nuova di Santa Maria Novella. L'importanza dell'iscrizione, già sottolineata da Francesco Bigazzi, è peraltro legata alla memoria dell'antica denominazione del luogo come piazza delle Cipolle. 
|  | GL'ILL:MISS:RICAPITANI DI PARTE DELLA CITTÀ DI FIRENZE IN ESECUZIONE DI BENIGNO RESCRITTO DI S.M.I. DEL DI 6 OTTOBRE 1762.CON IL PRESENTE PUBBLICO EDITTO PROIBISCONO A TUTTI I COCOMERAI POPONAI FRUTTAIUOLI FERRAVECCHI RIVENDITORI E BARULLI E A QUALUNQUE ALTRO GENERE DI PERSONE DI STARE A VENDERE E RIVENDERE FRUTTE PANNI FERRIVECCHI E QUALUNQUE ALTRA SORTE DI ROBE NELLA PIAZZA DEGLI STROZZI SOTTO PENA A'TRASGRESSORI DI LIRE CINQUE PER CIASCUNO E CIASCUNA VOLTA DA APPLICARSI TUTTA AGLI ESECUTORI CHE GLI TROVERANNO IN FRAGRANTI CON PIÙ L'ARBITRIO DEL MAGISTRATO LORO ILL.MO E PER PROVVEDERE AL PUBBLICO SERVIZIO DICHIARANO CHE PER LO SCARICO E CONTRATTAZIONE DE POPONI COCOMERI E ALTRE FRUTTE RESTA DESTINATA LA PIAZZA NUOVA DI S.M.ANOVELLA CHE PER DO USO ED EFFETTO È STATA SURROGATA A QUELLA DEGLI STROZZI. FATTO IN FIRENZE GLI 13 OTTOBRE 1762. URBANO URBANI CANC:RE |

### Tabernacoli

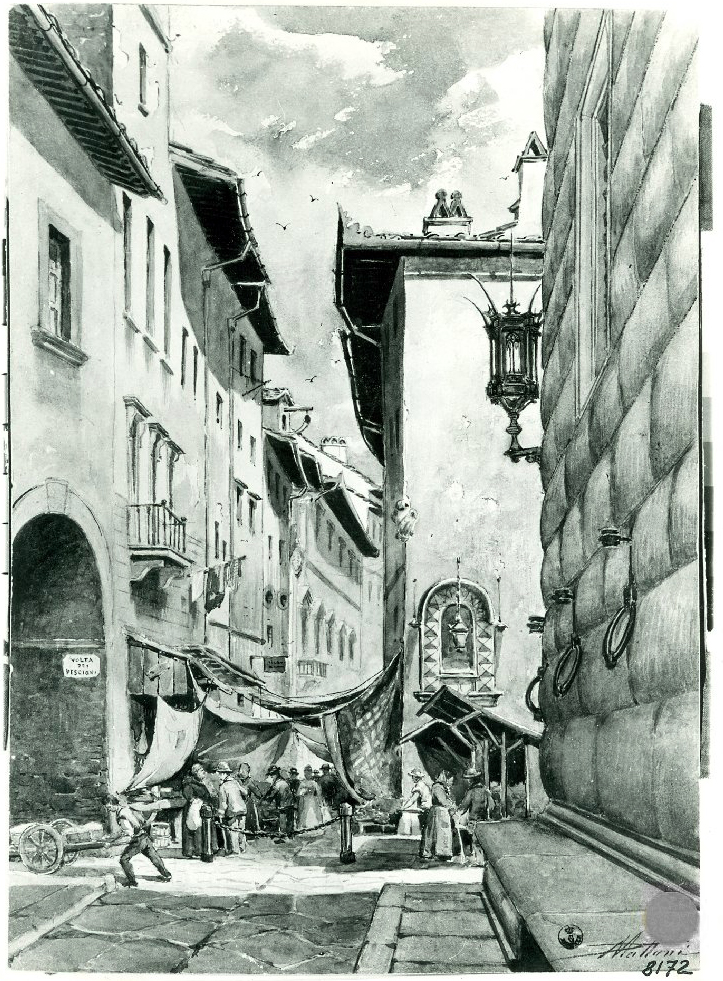
Dante Mattani, Via degli Strozzi (vi si vede il tabernacolo che sarà poi rimontato in via dell'Oriuolo)

Alla cantonata con via degli Strozzi si trovava un tabernacolo, immortalato da alcune fotografie, con cornice di bugne a punta di diamante, e con dentro un'immagine della Madonna col Bambino su tavola, databile al XVII secolo, molto compromessa da ridipinture. Nel 1953 venne rimontato in via dell'Oriuolo, privato però ormai della cornice protettiva in metallo e della lampada. 
All'angolo col vicolo degli Strozzi si trova un tabernacolo con un'immagine dell'Annunciazione dei Servi di Maria, dotato di lampada che anticamente doveva anche illuminare il vicolo di notte.

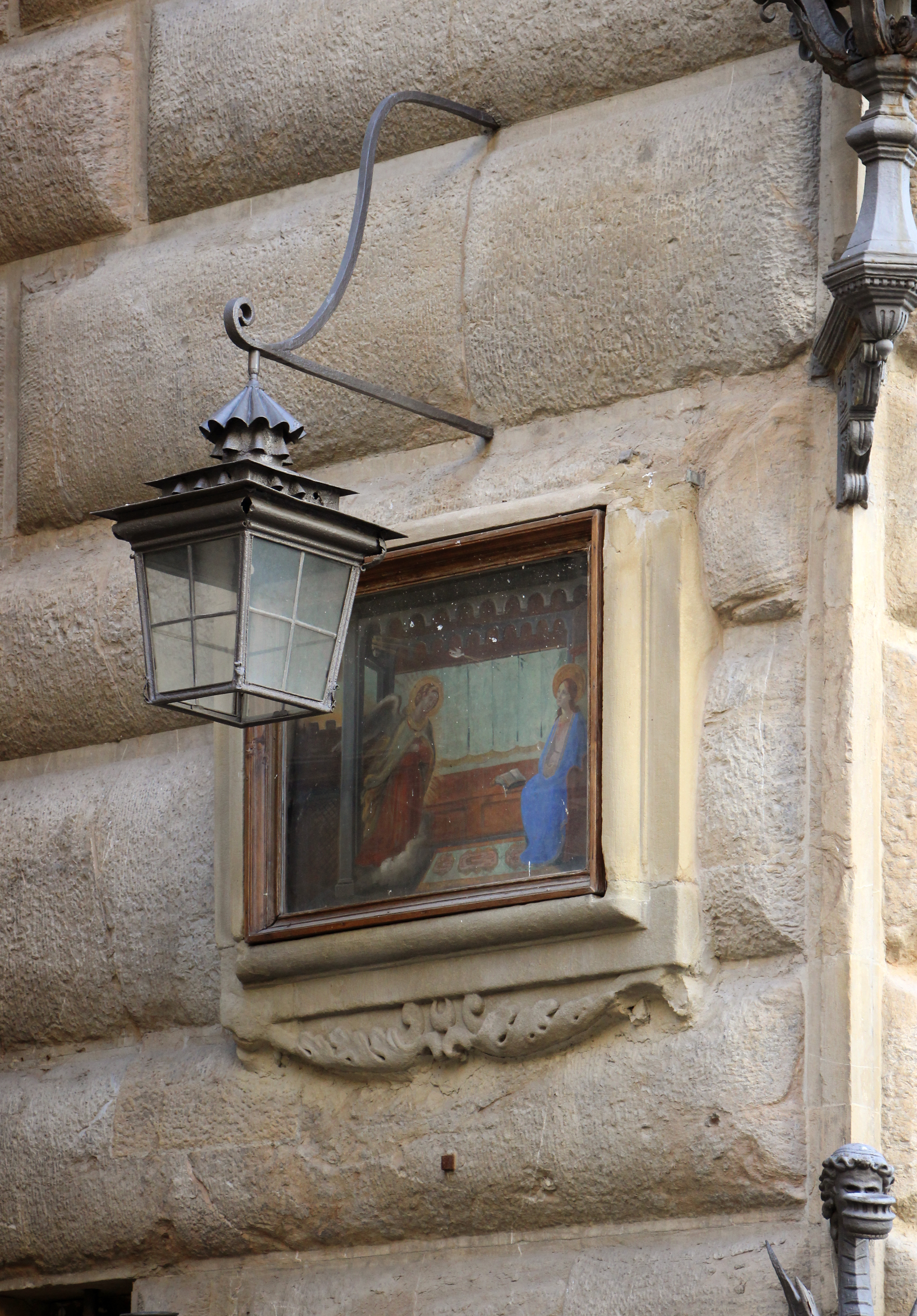
Tabernacolo di palazzo Strozzi
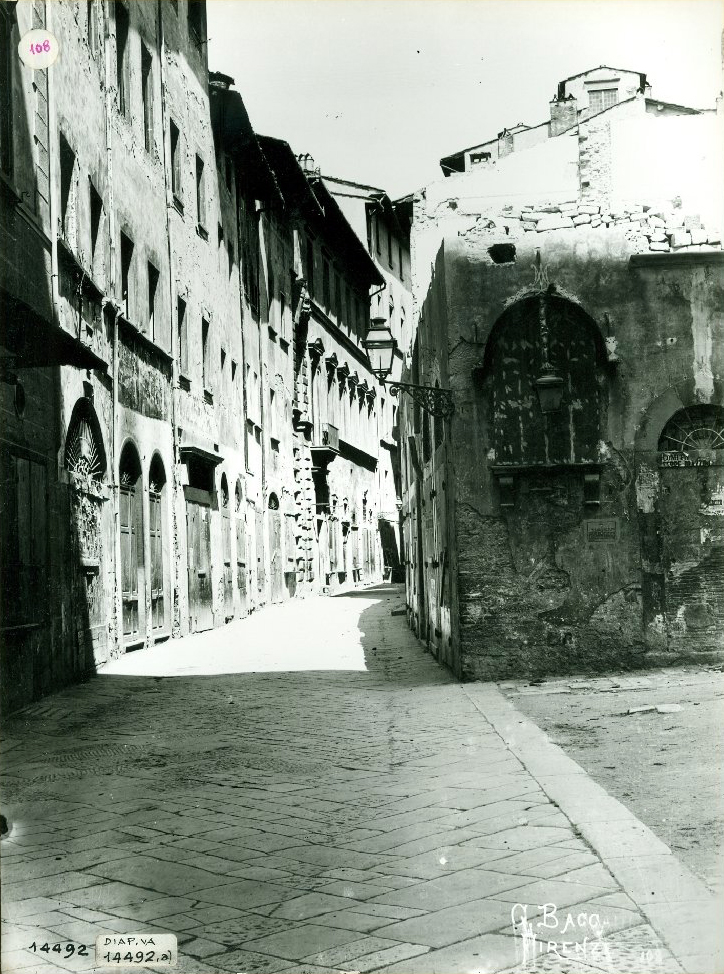
Il tabernacolo di piazza delle Cipolle all'angolo con la via, già parzialmente smontato durante le prime demolizioni
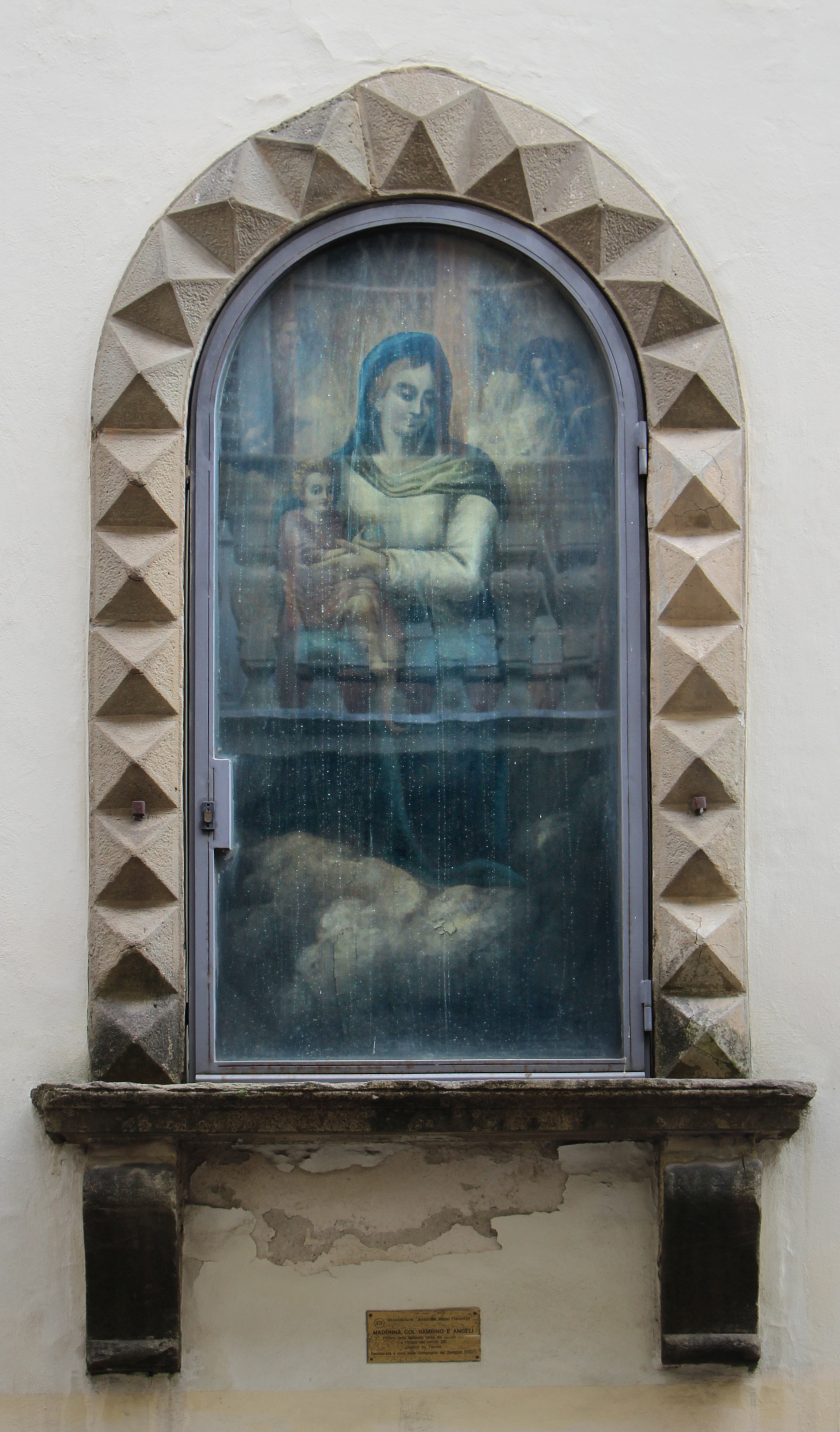
Il tabernacolo oggi in via dell'Oriuolo

### Vicoli

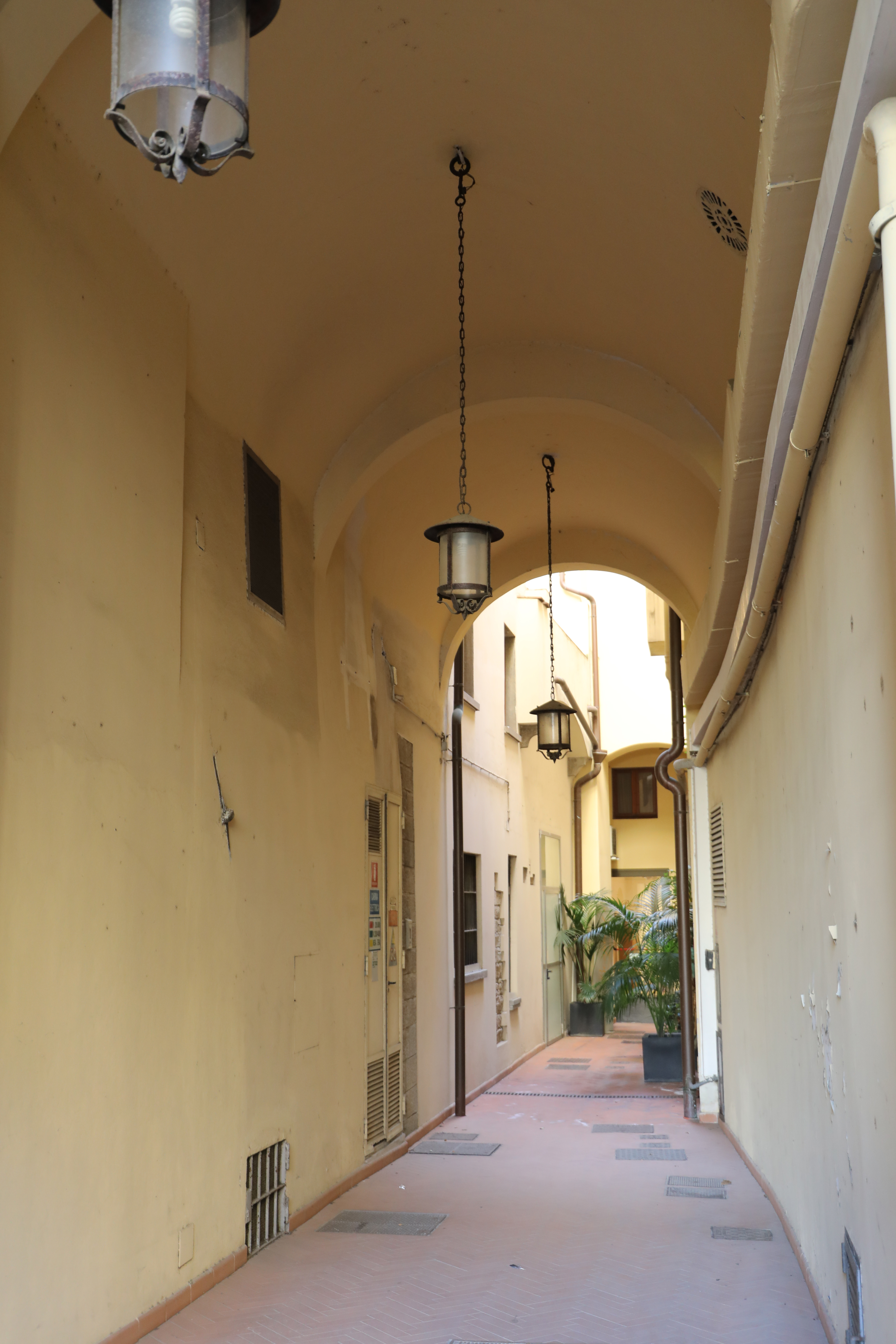
Il chiasso dei Foresi

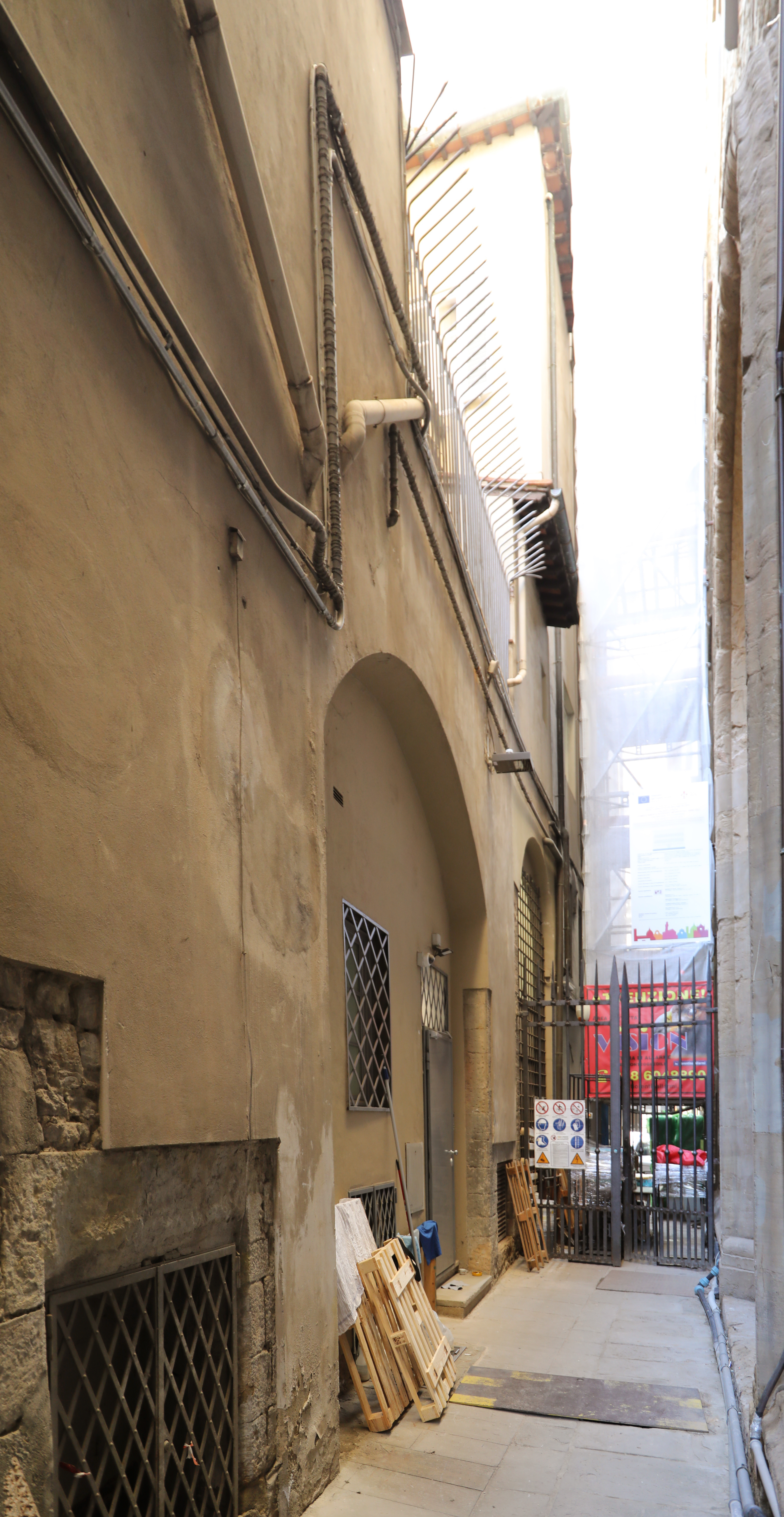
Vicolo degli Strozzi, con gli archi che portavano al chiasso dei Soldanieri

Alla piazza affrescono due antichi vicoli, oggi considerati passaggi interni e privati. Il primo è il vicolo degli Strozzi, che costeggia il palazzo degli Strozzi e, se non fosse chiuso da cancellate, porterebbe in via Tornabuoni. Sempre esistito come demarcazione tra il grande palazzo e gli edifici attigui, anticamente vi si innestava un passaggio interno che sbucava nel chiasso dei Soldanieri e da lì in via Porta Rossa. Dai rilievi fatti dall'architetto Emilio Dori, il vicolo s'allargava in una piazzetta ora coperta ed occupata da un caffè. Il Comitato per l'estetica cittadina, negli anni 1950, si adoperò per la riapertura tanto del vicolo degli Strozzi, quanto del proseguimento del vicolo de' Soldanieri e anche della liberazione della piazzetta, ma tale progetto si oppose ostinatamente la proprietà del palazzo Strozzi.
L'altro vicolo è il chiasso dei Foresi, che si apre a sinistra del palazzo dell'Unione Militare e prende il nome dalla famiglia Foresi che qui ebbe numerosi possedimenti prima del Risanamento. Oggi è semplicemente un passaggio privato e interno, chiudibile da una cancellata, ma anticamente portava a tutte quelle case che compongono il fitto mosaico di edifici nascosti entro l'isolato, come si possono vedere dalle vedute aeree. Doveva ricollegarsi ai passaggi di via Monalda 2 o quelli tamponati tra gli edifici sul lato est di piazza Davanzati.